# اشلی رودریگز
اشلی رودریگز (انگلیسی: Ashley Rodrigues؛ زادهٔ ۱۲ سپتامبر ۱۹۸۸) بازیکن فوتبال اهل کانادا است.
وی همچنین در تیم ملی فوتبال Guyana بازی کرده‌است.